# Rapolas Ivanauskas
Rapolas Ivanauskas (Kaunas, 15 febbraio 1998) è un cestista lituano.

## Carriera
Dopo aver trascorso la carriera universitaria tra Northwestern Wildcats, Colgate Raiders e Cincinnati Bearcats, il 23 gennaio 2021 firma il primo contratto professionistico con il Rytas Vilnius. Il 17 agosto seguente si trasferisce al Prienai; il 5 agosto 2022 passa al Nymburk